# فاندازهي 1
فاندازهي 1 (بالإنجليزية: Vandazhi-I)‏ هي منطقة سكنية تقع في الهند في كيرلا. يقدر عدد سكانها بـ 12,624 نسمة .